# 越前観光
越前観光株式会社（えちぜんかんこう）は、福井県丹生郡越前町に本社を置く企業である。

## 貸切バス
- 鯖江市を中心に貸切業務を展開している。
- 車両は三菱ふそう系が多く在籍している。

## 路線バス
- フレンドリー号（越前町コミュニティバス）、つつじバス（鯖江市コミュニティバス）の運行を受託。

## 営業所
- 越前本部（福井県丹生郡越前町厨9-1）
- 鯖江本部（福井県鯖江市平井町16-3-2）

## 主な営業エリア
- 福井県内